# (7665) Putignano
(7665) Putignano (1994 TK3) – planetoida z pasa głównego asteroid okrążająca Słońce w ciągu 4,89 lat w średniej odległości 2,88 j.a. Odkryta 11 października 1994 roku.